# جيسون دوغلاس
جيسون دوغلاس (بالإنجليزية: Jason Douglas)‏ مواليد 14 فبراير 1973 في أركنساس، هو ممثل ومؤدي أصوات أمريكي.

## الأعمال
- ماشيتي
- ماشيتي
- هاجس
- مدينة الخطيئة
- اختلال ضال
- أضواء ليلة الجمعة
- ذا قود قايز 2010
- ذا لوست روم
- بريزون بريك
- ريفلوشن
- ستار كروسد
- الموتى السائرون
- هجوم العمالقة
- هجوم العمالقة: الثانوية
- بيك
- الخادم الأسود
- دي جرايمان
- دانغانرونبا
- داركر ذان بلاك
- ديدمان وندرلاند
- دراغون بول

## روابط خارجية
- جيسون دوغلاس على موقع IMDb (الإنجليزية)
- جيسون دوغلاس على موقع قاعدة بيانات الأفلام العربية
- جيسون دوغلاس على موقع ألو سيني (الفرنسية)
- جيسون دوغلاس على موقع أول موفي (الإنجليزية)
- جيسون دوغلاس على موقع قاعدة بيانات الفيلم (الإنجليزية)
- جيسون دوغلاس على موقع كينوبويسك (الروسية)
- جيسون دوغلاس على موقع ANN person (الإنجليزية)